# Luis Calvo Rengel
Luis Calvo Rengel (Salamanca, 7 de març de 1931-16 de juny de 2021) va ser un mecànic industrial i polític del Partit Socialista Obrer Espanyol que va exercir com a vicepresident segon de la Diputació de Salamanca entre el 1983 i el 1987. Malgrat la seva carrera política, Luis Calvo Rengel és més conegut pel segrest que va patir el 1987, al municipi d'Aldeadávila de la Ribera, en un acte contra el projecte IPES. Aquest segrest forma part dels anomenats Esdeveniments d'Aldeadávila i va ser adaptat per Daniel H. Barreña a la novel·la IPES.

## Biografia
Luis Calvo Rengel era fill d'un mestressa de casa de Vilvestre i d'un xofer i mecànic de La Peña. El 22 de juliol de 1936 el seu pare va ser detingut pel bàndol sublevat per la seva afiliació al partit socialista i per formar part del comitè creat a la ciutat per a resistir la revolta militar. Luis Calvo el va visitar diverses vegades en la presó abans que fos afusellat l'octubre de 1937.
Va ingressar a l'Escola de Magisteri de Salamanca, però el 1945 va abandonar els estudis per a entrar a treballar com a aprenent de mecànic a la fàbrica d'adobs de l'empresa Mirat S.A., on va ascendir professionalment fins a la posició d'oficial de segona. Després d'un període a França va tornar a Salamanca per a treballar com a contramestre en la nova fàbrica d'adobs complexos NPK granulats.
El 1967 es va afiliar al partit socialista, que aleshores era una organització clandestina, i va ser elegit com a secretari general provincial de l'UGT el 1972 i també com a secretari sindical del PSOE. Va ser votat regidor de l'ajuntament de Salamanca en quatre ocasions, el 1979, el 1983, el 1987 i el 1991 i regidor de San Pedro de Rozados el 1995. També va formar part de la Diputació Provincial de Salamanca durant 20 anys (1979-1999), en la qual va arribar a exercir el càrrec de vicepresident segon entre el 1983 i el 1987, sota la presidència de Juan José Melero Marcos. Durant els quatre anys que va exercir de vicepresident va centrar els seus esforços en la compra de diversos vehicles de bombers perquè els municipis més allunyats de la capital poguessin tenir recursos per pal·liar els incendis. També va ajudar a la millora de les comunicacions dins de la província i de l'enllumenat i sanejament d'aigües de nombrosos municipis.
Els últims anys els va dedicar a la lluita per la memòria històrica a la província de Salamanca. El 2019 va ser nomenat president d'honor de l'Associació Salamanca Memòria i Justícia. El 16 de juny de 2021 va morir per causes naturals.

## Activisme antinuclear i segrest a Aldeadávila
Luis Calvo Rengel sempre s'havia definit com un convençut activista antinuclear. El 1985 es va oposar públicament a la fàbrica de combustible nuclear de Juzbado i dos anys després va tornar a oposar-se obertament al projecte IPES, un laboratori experimental que el govern volia instal·lar al municipi d'Aldeadávila de la Ribera.
El 2 d'abril de 1987 Luis Calvo es va desplaçar a Villarino de los Aires i a Aldeadávila de la Ribera per a lliurar al seu respectius alcaldes les actes de l'última votació de la Diputació Provincial, que secundava públicament el rebuig al projecte IPES, en contra del qual més tard s'oposarien també altres institucions de pes com la Universitat de Salamanca. Luis Calvo es va acostar a la nit a Villarino i allí li va lliurar a l'alcalde del municipi, a casa seva. Quan va haver tornat a Aldeadávila es va trobar amb una dura oposició de la població, que no el va recloure dins de l'ajuntament fins que no va ser alliberat per la policia trenta hores després.
Durant el segrest, Luis Calvo va sentir que estava formant part de la lluita en contra del projecte i no va ser fins que va començar a témer per la seva vida que es va plantejar d'escapar. L'acció de la població és un dels pocs exemples de segrest popular a Espanya i és l'esdeveniment més important dels Esdeveniments d'Aldeadávila. Mai va dir res en contra dels seus segrestadors i la causa oberta es va acabar tancant sense cap condemna.

## En la ficció
Luis Calvo Rengel apareix com a personatge del llibre Escrito en Capilla ("Escrit a capella"), de l'escriptor i advocat Daniel Sánchez Gutiérrez, que el representa com un nen de 6 anys que visita al seu pare a la presó abans que aquest sigui afusellat. També apareix al llibre IPES, del geòleg Daniel H. Barreña, com un dels personatges centrals, l'únic que manté el seu nom real.